# Oryctes centaurus
Oryctes centaurus är en skalbaggsart som beskrevs av Sternberg 1910. Oryctes centaurus ingår i släktet Oryctes och familjen Dynastidae. Inga underarter finns listade i Catalogue of Life.